# یونیسون (ویرجینیا)
یونیسون (به انگلیسی: Unison) یک منطقهٔ مسکونی در ایالات متحده آمریکا است که در شهرستان لادن، ویرجینیا واقع شده‌است. یونیسون ۱۴۶٫۹۲ متر بالاتر از سطح دریا واقع شده‌است.